# Bengalczycy
Bengalczycy – naród azjatycki posługujący się językiem bengalskim, należącym do grupy wschodnioindyjskiej języków indoeuropejskich rodziny językowej. Ten 250-milionowy lud zamieszkuje przede wszystkim Bangladesz (163 mln), gdzie stanowi 98% ludności, oraz indyjski stan Bengal Zachodni. Ponadto kilkaset tysięcy Bengalczyków mieszka w Wielkiej Brytanii. Dominującą wśród nich religią jest islam (w odmianie sunnickiej) w Bangladeszu i hinduizm w Indiach.